# 구마촌 (시즈오카현)
구마촌(熊村)은 시즈오카현의 서부, 이와타군에 속해있던 촌이다. 현재의 하마마쓰시 덴류구 남서부에 해당한다.

## 역사
- 1889년 4월 1일 - 정촌제 시행에 의해 도요다군 구마촌이 성립하였다.
- 1896년 4월 1일 - 군 개편에 의해 이와타군에 속하게 되었다.
- 1956년 9월 30일 - 후타마타정, 고묘촌, 다쓰카와촌, 가미아타고촌, 시모아타고촌과 합병해, 새로운 후타마타정이 성립하여, 동일 구마촌은 폐지되었다.
- 1958년 11월 3일 - 후타마타정이 시로 승격해 덴류시로 개칭되었다.
- 2005년 7월 1일 - 덴류시, 다쓰야마촌이 하마마쓰시에 편입되었다.
- 2007년 4월 1일 - 하마마쓰시가 정령지정도시로 승격해, 구촌역이 덴류구가 되었다.

## 참고문헌
- 『가도카와 일본 지명 대사전 22 静岡県』。